# Россихин, Юрий Алексеевич
Юрий Алексеевич Россихин (15 декабря 1940, деревня Епишино, Красноярский край — 17 января 1993, Архангельск) — заслуженный геолог РСФСР.

## Биография
Окончил Томский политехнический институт в 1963 году, академию народного хозяйства при Совете министров СССР в 1984 году, Школу бизнеса при Мичиганском университете в США в 1991 году; кандидат экономических наук. Работал лаборантом-коллектором Печорской, главным геологом Усинской экспедиций, начальником геологического отдела Ухтинского управления, главным геологом по нефти и газу ПО «Архангельскгеология» (1975—1984).
С 1984 по 1993 год — генеральный директор ПО «Архангельскгеология». Организатор масштабных геологоразведочных работ в Ненецком автономном округе, один из создателей первого, совместного с фирмой «Коноко», нефтяного предприятия «Полярное сияние» (1992). Автор изобретения на способ разработки месторождений алмазов. С 1992 по 1993 год — председатель Союза промышленников и предпринимателей Архангельской области..
Заслуженный геолог РСФСР. Награждён орденом «Знак Почёта», знаками «Первооткрыватель месторождения» (1986), «Отличник разведки недр» (1988), «Почётный разведчик недр» (1990).
Скончался 17 января 1993 года. Похоронен в Архангельске на Жаровихинском кладбище.

## Память
Имя Юрия Россихина в память о его заслугах присвоено нефтяному месторождению, открытому в Ненецком автономном округе, улице в посёлке Искателей (Ненецкий автономный округ), а также теплоходу Северной транспортной компании. На фасаде здания ОАО «Архангельскгеолдобыча» в Архангельске установлена мемориальная доска.